# 錫德山脈

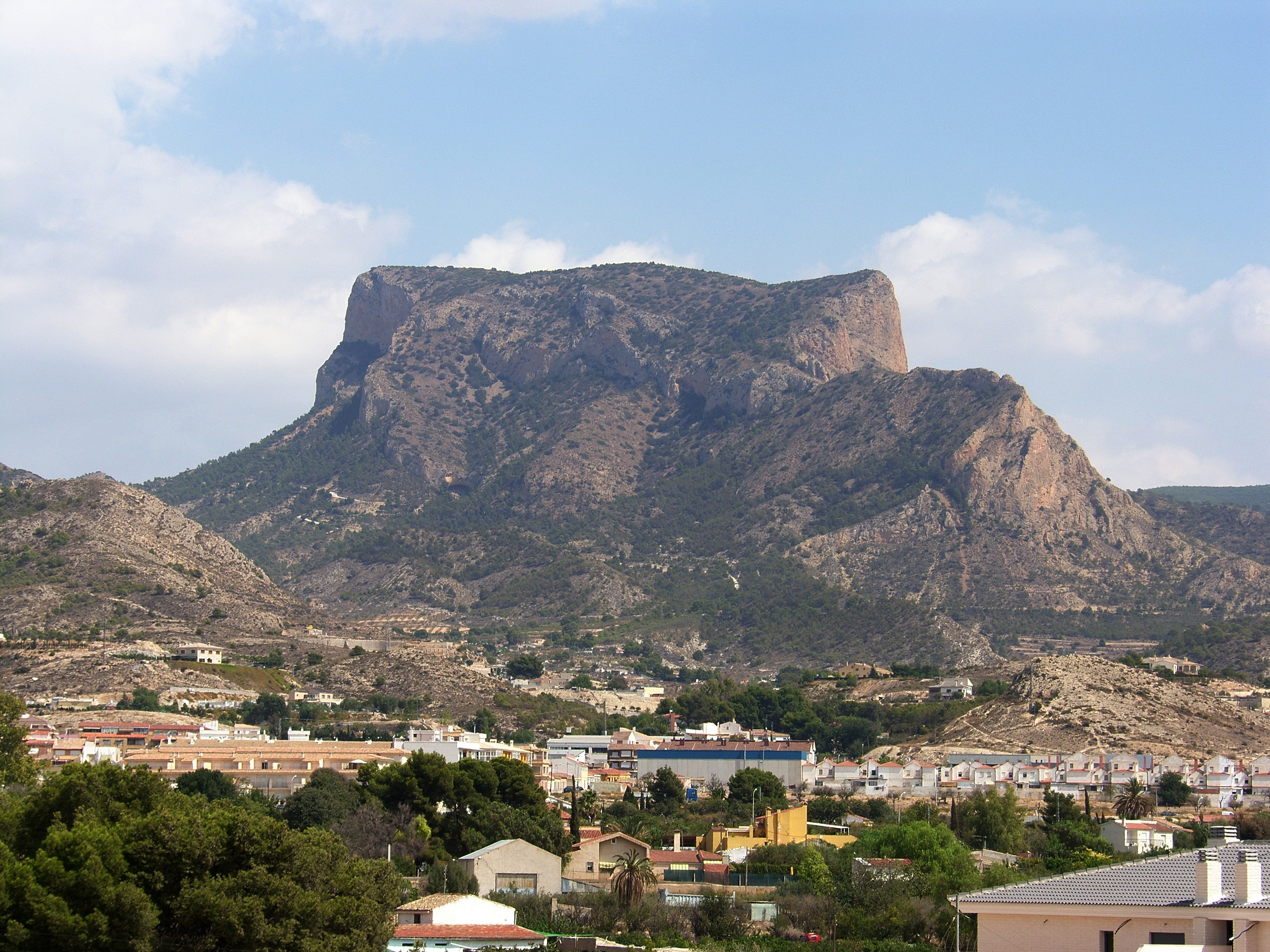

38°29′57″N 0°50′8″W / 38.49917°N 0.83556°W
錫德山脈（西班牙語：Sierra del Cid），是西班牙的山脈，位於該國東南部阿利坎特省，屬於普雷貝蒂科山脈的一部分，面積約51平方公里，最高點海拔高度1,127米。